# ريتشارد أليسون
ريتشارد أليسون (بالإنجليزية: Richard Allison)‏ هو طبيب عسكري أمريكي، ولد في 1757، وتوفي في 22 مارس 1816.